# Takis Gonias
Panagiotis Gonias (en griego: Παναγιώτης Γκώνιας, Lebadea, Grecia, 6 de octubre de 1971), conocido como Takis Gonias (en griego: Τάκης Γκώνιας), es un exfutbolista y actual entrenador griego que jugaba de centrocampista. Desarrolló casi toda su carrera en clubes importantes de su país, como el Olympiacos de El Pireo, además de ser internacional con la selección de fútbol de Grecia.
Actualmente se encuentra sin club.

## Trayectoria
Comenzó su carrera en 1988 en el Levadiakos F. C. de su ciudad natal. En 1992, dio el salto al Olympiacos de El Pireo, donde se mantuvo hasta que fue traspasado al Iraklis F. C. en 1996. Tras dos temporadas en el club de Salónica, fue cedido al Real Sporting de Gijón para disputar la campaña 1998-99. Su paso por el club asturiano fue discreto y, a su regreso a Grecia, jugó en el Paniliakos F. C. y en el Panionios N. F. C. antes de regresar al Iraklis en 2002, donde militó durante una temporada y fue traspasado al Olympiacos. En 2004, puso fin a su ciclo en el fútbol griego y fichó por el F. C. Messina italiano. Concluyó su carrera deportiva en 2006, después de una temporada en el F. C. Crotone.

## Selección nacional
Fue internacional con la selección griega en dos partidos, llegando a marcar un gol.

## Clubes como jugador
| Club                   | País   | Año       |
| ---------------------- | ------ | --------- |
| Levadiakos F. C.       | Grecia | 1988-1992 |
| Olympiacos de El Pireo | Grecia | 1992-1996 |
| Iraklis F. C.          | Grecia | 1996-1998 |
| Real Sporting de Gijón | España | 1998-1999 |
| Paniliakos F. C.       | Grecia | 1999-2000 |
| Panionios N. F. C.     | Grecia | 2000-2002 |
| Iraklis F. C.          | Grecia | 2002-2003 |
| Olympiacos F. C.       | Grecia | 2003-2004 |
| F. C. Messina          | Italia | 2004-2005 |
| F. C. Crotone          | Italia | 2005-2006 |

## Clubes como entrenador
- Datos actualizados al último partido dirigido el 2 de enero de 2023.

| Equipo            | País              | De                    | A                        | Partidos      | Partidos | Partidos | Partidos | Partidos |
| PJ                | PG                | PE                    | PP                       | Rendimiento % |          |          |          |          |
| ----------------- | ----------------- | --------------------- | ------------------------ | ------------- | -------- | -------- | -------- | -------- |
| Glyfada           | Grecia            | 22 de agosto de 2013  | 14 de octubre de 2013    | 4             | 0        | 0        | 4        | 0%       |
| Episkopi          | Grecia            | 15 de octubre de 2015 | 8 de diciembre de 2015   | 8             | 1        | 2        | 5        | 20.83%   |
| Kallithea         | Grecia            | 28 de julio de 2016   | 17 de diciembre de 2017  | 8             | 2        | 0        | 6        | 25%      |
| Ergotelis         | Grecia            | 21 de agosto de 2017  | 29 de mayo de 2018       | 37            | 13       | 7        | 17       | 41.45%   |
| Wadi Degla SC     | Egipto            | 12 de junio de 2018   | 10 de febrero de 2020    | 56            | 15       | 15       | 26       | 35.72%   |
| Pyramids          | Egipto            | 29 de junio de 2021   | 11 de septiembre de 2021 | 12            | 5        | 6        | 1        | 58.34%   |
| Pyramids          | Egipto            | 25 de abril de 2022   | 4 de enero de 2023       | 38            | 25       | 5        | 8        | 70.18%   |
| Consolidado Total | Consolidado Total | Consolidado Total     | Consolidado Total        | 163           | 61       | 35       | 67       | 44.58%   |